# A magyar jégkorong-válogatott mérkőzései 2021-ben
A magyar férfi jégkorong-válogatott 2021-ben a következő mérkőzéseket játszotta.
Három nemzet torna
| 875. mérkőzés 2021. április 15. 20:45 (CET) | Magyarország | 0 – 1           | Ausztria  | Vasas Jégcentrum, Budapest Nézőszám: zárt kapu |
| 875. mérkőzés 2021. április 15. 20:45 (CET) |              | (0:0, 0:1, 0:0) | Schnetzer | Vasas Jégcentrum, Budapest Nézőszám: zárt kapu |

Három nemzet torna
| 876. mérkőzés 2021. április 17. 16:00 (CET) | Magyarország       | 2 – 3           | Fehéroroszország                  | Vasas Jégcentrum, Budapest Nézőszám: zárt kapu |
| 876. mérkőzés 2021. április 17. 16:00 (CET) | Mcaulay , Szirányi | (1:1, 0:0, 1:2) | Gyemkov , Sztefanovics , Belevics | Vasas Jégcentrum, Budapest Nézőszám: zárt kapu |

Barátságos mérkőzés
| 877. mérkőzés 2021. augusztus 21. 16:30 | Ausztria                                              | 7 – 5                         | Magyarország                     | Erste Bank Arena, Bécs Nézőszám: 753 Játékvezetők: Stefan Siegel Ladislav Smetana |
| 877. mérkőzés 2021. augusztus 21. 16:30 | Zündel 2, P. Schneider 2, Haudum, D. Heinrich, Ganahl | (2:2, 2:2, 3:1) (jegyzőkönyv) | Sofron 2, Erdély, Hári, Szirányi | Erste Bank Arena, Bécs Nézőszám: 753 Játékvezetők: Stefan Siegel Ladislav Smetana |

Olimpiai selejtező torna
| 878. mérkőzés 2021. augusztus 26. 14:30 | Magyarország          | 3 – 5                         | Franciaország                    | Arena Riga, Riga Nézőszám: 200 Játékvezetők: Andre Schrader Christoph Sternat |
| 878. mérkőzés 2021. augusztus 26. 14:30 | Hári Papp K. Bartalis | (2–0, 0–3, 1–2) (jegyzőkönyv) | Texier 2 Manavian Treille Fleury | Arena Riga, Riga Nézőszám: 200 Játékvezetők: Andre Schrader Christoph Sternat |

Olimpiai selejtező torna
| 879. mérkőzés 2021. augusztus 27. 19:00 | Magyarország | 0 – 9                         | Lettország                           | Arena Riga, Riga Nézőszám: 3250 Játékvezetők: Christoph Sternat Makszim Szidorenko |
| 879. mérkőzés 2021. augusztus 27. 19:00 |              | (1–0, 0–0, 8–0) (jegyzőkönyv) | Balcers 3 Abols 2 Kenins 2 Blugers 2 | Arena Riga, Riga Nézőszám: 3250 Játékvezetők: Christoph Sternat Makszim Szidorenko |

Olimpiai selejtező torna
| 880. mérkőzés 2021. augusztus 29. 12:00 | Magyarország   | 2 – 1                         | Olaszország | Arena Riga, Riga Nézőszám: 460 Játékvezetők: Andre Schrader Christoph Sternat |
| 880. mérkőzés 2021. augusztus 29. 12:00 | Nagy G. Mihály | (0–0, 1–0, 1–1) (jegyzőkönyv) | Morini      | Arena Riga, Riga Nézőszám: 460 Játékvezetők: Andre Schrader Christoph Sternat |

Sárközy Tamás Emléktorna
| 881. mérkőzés 2021. november 11. 19:00 | Magyarország                 | 4 – 1         | Olaszország | Tüskecsarnok, Budapest |
| 881. mérkőzés 2021. november 11. 19:00 | Vincze Galló Nagy G. Kulmala | (jegyzőkönyv) | Berger      | Tüskecsarnok, Budapest |

Sárközy Tamás Emléktorna
| 882. mérkőzés 2021. november 13. 16:00 | Magyarország | 2 – 1       | Ukrajna | Tüskecsarnok, Budapest |
| 882. mérkőzés 2021. november 13. 16:00 | Galló 2      | jegyzőkönyv | Mihnov  | Tüskecsarnok, Budapest |

EIHC Karácsonyi Kupa
| 883. mérkőzés 2021. december 16. 15:30 | Magyarország   | 2 – 1                | Ukrajna      | Bytom Játékvezetők: Bartosz Kaczmarek Krzysztof Kozłowski |
| 883. mérkőzés 2021. december 16. 15:30 | Papp K. Kreisz | (1–0, 0–0, 0–1, 1–0) | Roman Blahij | Bytom Játékvezetők: Bartosz Kaczmarek Krzysztof Kozłowski |

EIHC Karácsonyi Kupa
| 884. mérkőzés 2021. december 17. 19:00 | Magyarország | 2 – 3           | Lengyelország       | Bytom Játékvezetők: Andrei Kicha Krzysztof Kozłowski |
| 884. mérkőzés 2021. december 17. 19:00 | Sági 2       | (0–1, 1–2, 1–0) | Nalewajka 2 Sawicki | Bytom Játékvezetők: Andrei Kicha Krzysztof Kozłowski |